# Oul de cristal
Oul de cristal (engleză The Crystal Egg) este o povestire științifico-fantastică scrisă de H. G. Wells în 1897
În Oul de cristal este prezentat un proprietar de magazin, numit Mr. Cave, care găsește un ou de cristal ciudat. Oul servește ca o fereastră spre planeta Marte.
Povestea a fost scrisă în același an în care Wells a  serializat Războiul Lumilor în Pearson's Magazine, cu un an înainte de a fi publicat ca roman. Din cauza descrierilor vag similare ale marțienilor și ale mașinilor acestora, Oul de cristal este adesea considerat un prequel al romanului Războiul Lumilor, deși nu există nici o prefigurare clară a evenimentelor care au loc în roman.

## Adaptări
- Oul de cristal Arhivat în 16 aprilie 2010, la Wayback Machine. o bandă desenată de 8 pagini, care a apărut în Almanahul copiilor din 1985, scenariul: Lidia Șindrilaru, desene: Pompiliu.